# Dennis Marion Schnurr
Dennis Marion Schnurr (Sheldon, 21 giugno 1948) è un arcivescovo cattolico statunitense, dal 12 febbraio 2025 arcivescovo emerito di Cincinnati.

## Biografia
Dennis Marion Schnurr è nato a Sheldon, nell'Iowa, il 21 giugno 1948 da Edward Schnurr e Eleanor (nata Jungers). Primo di sei figli, ha due fratelli e tre sorelle. È cresciuto a Hospers.

### Formazione e ministero sacerdotale
Ha frequentato le scuole elementari e secondarie cattoliche a Hospers e poi la Spalding Catholic High School a Granville. Nel 1970 ha conseguito il Bachelor of Arts presso il Loras College di Dubuque. Dal 1970 al 1974 ha compiuto gli studi per il sacerdozio presso il Pontificio collegio americano del Nord a Roma. Ha conseguito la licenza in teologia presso la Pontificia Università Gregoriana.
Il 20 luglio 1974 è stato ordinato presbitero per la diocesi di Sioux City da monsignor Frank Henry Greteman. In seguito è stato vicario parrocchiale della parrocchia della cattedrale dell'Epifania a Sioux City dal 1974 al 1977 e vicario parrocchiale della parrocchia del Santissimo Sacramento a Sioux City nel 1977. Lo stesso anno è stato inviato a Washington per studi. Nel 1980 ha conseguito la laurea in diritto canonico presso l'Università Cattolica d'America. In seguito è stato vice-cancelliere vescovile, ufficiale finanziario diocesano, giudice del tribunale ecclesiastico diocesano, segretario del consiglio presbiterale e membro del collegio dei consultori dal 1980 al 1985; membro dello staff della nunziatura apostolica a Washington dal 1985 al 1989; segretario generale associato della Conferenza dei vescovi cattolici, supervisionando in particolare i dipartimenti che si occupano di istruzione, politica sociale nazionale e internazionale e comunicazioni, dal 1989 al 1995; direttore esecutivo nazionale della giornata mondiale della gioventù di Denver del 1993 dal 1991 al 1993 e segretario generale della Conferenza episcopale dal 1995 al 2001.
Il 13 agosto 1993 è stato nominato prelato d'onore di Sua Santità.

### Ministero episcopale
Il 18 gennaio 2001 papa Giovanni Paolo II lo ha nominato vescovo di Duluth. Ha ricevuto l'ordinazione episcopale il 2 aprile successivo dall'arcivescovo metropolita di Saint Paul e Minneapolis Harry Joseph Flynn, co-consacranti l'arcivescovo Gabriel Montalvo Higuera, nunzio apostolico negli Stati Uniti d'America, e il vescovo di Sioux City Lawrence Donald Soens.
Il 17 ottobre 2008 papa Benedetto XVI lo ha nominato arcivescovo coadiutore di Cincinnati. Il 7 dicembre successivo è entrato in diocesi. Il 21 dicembre 2009 è succeduto alla medesima sede.
Nel febbraio del 2012 e nel dicembre del 2019 ha compiuto la visita ad limina.
In seno alla Conferenza dei vescovo cattolici degli Stati Uniti è membro del comitato ad hoc per il protocollo delle dichiarazioni. In precedenza è stato membro del comitato per la politica interna dal 2001 al 2004, membro del comitato per i protocolli delle dichiarazioni dal 2001 al 2004, membro del comitato di sovrintendenza all'uso del catechismo nel 2002, membro del comitato per i laici dal 2002 al 2005, presidente del sottocomitato per i giovani e i giovani adulti dal 2002 al 2005, membro del comitato ad hoc per il consiglio plenario dal 2003 al 2004, membro del comitato per le comunicazioni dal 2003 al 2005, membro del comitato per le attività e le risorse dal 2003 al 2005, membro del comitato amministrativo dal 2003 al 2005, presidente del comitato ad hoc per l'assemblea speciale del 2007 dal 2004 al 2005, presidente del sottocomitato per gli audit dal 2005 al 2006, membro del sottocomitato per la pianificazione dal 2005 al 2006, membro del comitato esecutivo dal 2005 al 2008, presidente del comitato per il budget e la finanza dal 2005 al 2008, tesoriere dal 2005 al 2008, membro del comitato per le priorità e i piani dal 2005 al 2008, membro del comitato ad hoc per la revisione dello statuto della Conferenza dal 2007 al 2008, membro della task force per le vocazioni sacerdotali e religiose dal 2008 al 2011, membro del comitato per il budget e la finanza dal 2008 al 2011, membro del comitato per le collette nazionali dal 2009 al 2012, membro del comitato per le comunicazioni e presidente del sottocomitato per la campagna di comunicazioni dal 2009 al 2012, membro del comitato per il budget e la finanza dal 2011 al 2014, presidente del comitato per le collette nazionali dal 2012 al 2015, tesoriere dal 2016 al 2019, membro del comitato amministrativo dal 2016 al 2019, membro del comitato esecutivo dal 2016 al 2019 e membro del comitato comitato per le priorità dal 2016 al 2019 e i piani.
Il 12 febbraio 2025 papa Francesco ha accolto la sua rinuncia, presentata per raggiunti limiti di età, al governo pastorale dell'arcidiocesi di Cincinnati; gli è succeduto Robert Gerald Casey, fino ad allora vescovo ausiliare di Chicago.

## Genealogia episcopale e successione apostolica
La genealogia episcopale è:
- Cardinale Scipione Rebiba
- Cardinale Giulio Antonio Santori
- Cardinale Girolamo Bernerio, O.P.
- Arcivescovo Galeazzo Sanvitale
- Cardinale Ludovico Ludovisi
- Cardinale Luigi Caetani
- Cardinale Ulderico Carpegna
- Cardinale Paluzzo Paluzzi Altieri degli Albertoni
- Papa Benedetto XIII
- Papa Benedetto XIV
- Papa Clemente XIII
- Cardinale Marcantonio Colonna
- Cardinale Giacinto Sigismondo Gerdil, B.
- Cardinale Giulio Maria della Somaglia
- Cardinale Carlo Odescalchi, S.I.
- Cardinale Costantino Patrizi Naro
- Cardinale Lucido Maria Parocchi
- Papa Pio X
- Papa Benedetto XV
- Papa Pio XII
- Cardinale Francis Joseph Spellman
- Cardinale Terence James Cooke
- Vescovo Howard James Hubbard
- Arcivescovo Harry Joseph Flynn
- Arcivescovo Dennis Marion Schnurr

La successione apostolica è:
- Vescovo Joseph Robert Binzer (2011)
- Vescovo Jeffrey Marc Monforton (2012)
- Vescovo David Joseph Bonnar (2021)
- Vescovo Earl Kenneth Fernandes (2022)